# 2005年天文学
|        | 天文學歷史 \| 天文學歷史年表 |
| 世纪： | 20世纪天文學 \| 21世纪天文學 \| 22世纪天文學 |
| 年代： | 1970年代天文學 \| 1980年代天文學 \| 1990年代天文學 \| 2000年代天文學 \| 2010年代天文學 \| 2020年代天文學 \| 2030年代天文學                                                   |
| 年份： | 2000年天文學 \| 2001年天文學 \| 2002年天文學 \| 2003年天文學 \| 2004年天文學 \| 2005年天文學 \| 2006年天文學 \| 2007年天文學 \| 2008年天文學 \| 2009年天文學 \| 2010年天文學 |
| 纪年： | 乙酉年（鸡年）、中華民國94年 |

## 天文事件
- 1月5日：美國天文學家米高·E·布朗、乍德·特魯希略、大衛·拉比諾維茨在2003年帕洛馬山天文台拍攝的相片中發現一顆矮行星厄里斯。
- 1月12日：深度撞击号发射。
- 1月14日：惠更斯号登陆土卫六。
- 4月26日，机遇号陷入火星沙丘。
- 5月5日，土星新确认12颗卫星。
- 5月10日，发现土星卫星S/2005 S 1。
- 5月19日，火星轨道器首次拍到另一火星轨道器照片。
- 5月20日，NOAA委托NASA开发的NOAA-N极轨卫星成功发射升空。
- 5月23日，通过引力透镜效应发现第二颗外行星。
- 5月24日，旅行者1号接近进出太阳系最终边境。目前进入了太阳风顶与边界激波之间的区域；并继续航向未知的星际介质空间。这是人类发射飞的最远的探测器。
- 6月2日，NASA太阳帆通过第一次主要测试。
- 6月4日，机遇号成功移出火星沙丘。
- 6月9日，卡西尼号发现可能存在的土卫六火山。
- 6月21日，人类向太空发射历史上第一艘太阳帆飞船"宇宙一号"
- 7月4日：深度撞击号掠过和撞击坦普尔1号彗星。
- 7月14日，卡西尼号掠过土卫二
- 7月15日，TWINS-A：发射
- 7月29日，天文學家發現兩個古柏帶星體妊神星及阋神星；阋神星可能是太阳系第十大行星。
- 8月10日：火星侦察轨道器发射。
- 9月26日，ESA将(52760) 1998 ML14和2002 AT4作为堂吉诃德小行星防卫计划的目标。
- 10月2日，Mike Brown小组发现此前被认为很有可能成为太阳系第十大行星的阋神星至少有一颗卫星。
- 10月8日，欧洲空间局证实发射的极地冰盖监测卫星在发射后不久坠毁。
- 10月13日，美国宇航局的一个地外生命科研小组宣布，他们发现在生命活动中起重要作用的含氮多环芳烃在宇宙中普遍存在，这意味着生命现象在宇宙中是一种普遍现象。
- 11月1日，发现两颗新卫星S/2005 P 1和S/2005 P 2环绕冥王星运行，使冥王星卫星总数达到三颗。
- 11月9日，欧洲空间局金星快车探测器成功发射升空。
- 11月12日，隼鸟号未能成功登陆丝川小行星。
- 11月20日，日本隼鸟号在丝川小行星上着陆、取样的尝试再次失败。
- 11月20日，火星侦查轨道探测器打破人类行星际太空任务中单日内发送数据量记录。
- 11月26日，隼鸟号成功地从丝川小行星上面采集岩石样本。这是人类第一次从小行星上采集样本。
- 11月29日，麦克·布朗领导的小组发现妊神星有第二颗卫星绕行。

## 天文现象 (UTC)

### 1月
- 1月2日：地球过近日点
- 1月3日：下弦月
- 1月4日：月掩木星
- 1月7日：火星合月
- 1月9日：金星合月
- 1月10日：月球过近地点
- 1月10日：新月
- 1月13日：土星冲日
- 1月17日：上弦月
- 1月23日：月球过远地点
- 1月25日：满月
- 1月31日：月掩木星

### 2月
- 2月2日：下弦月
- 2月3日：海王星合日
- 2月5日：火星合月
- 2月7日：月球过近地点
- 2月8日：新月
- 2月14日：水星上合日
- 2月16日：上弦月
- 2月20日：月球过远地点
- 2月22日：金星过远日点
- 2月24日：满月
- 2月25日：天王星合日
- 2月27日：月掩木星

### 3月
- 3月3日：下弦月
- 3月6日：火星合月
- 3月8日：月球过近地点
- 3月10日：新月
- 3月12日：水星东大距
- 3月17日：上弦月
- 3月19日：月球过远地点
- 3月20日：地球春分
- 3月22日：火星秋分
- 3月25日：满月
- 3月26日：月掩木星
- 3月29日：水星下合日
- 3月31日：金星上合日

### 4月
- 4月2日：下弦月
- 4月3日：木星冲日
- 4月3日：火星合月
- 4月4日：月球过近地点
- 4月8日：新月
- 4月8日：日全环食
- 4月10日：木星过远日点
- 4月16日：上弦月
- 4月16日：月球过远地点
- 4月22日：月掩木星
- 4月24日：半影月食
- 4月24日：满月
- 4月26日：水星西大距
- 4月29日：月球过近地点

### 5月
- 5月1日：下弦月
- 5月2日：火星合月
- 5月6日：水星合月
- 5月8日：新月
- 5月14日：月球过远地点
- 5月16日：上弦月
- 5月19日：月掩木星
- 5月23日：满月
- 5月26日：月球过近地点
- 5月30日：下弦月
- 5月31日：月掩火星

### 6月
- 6月3日：水星上合日
- 6月6日：新月
- 6月8日：金星合月
- 6月11日：月球过远地点
- 6月14日：冥王星冲日
- 6月14日：金星过近日点
- 6月15日：上弦月
- 6月16日：月掩木星
- 6月21日：地球夏至
- 6月22日：满月
- 6月23日：月球过近地点
- 6月28日：下弦月
- 6月29日：火星合月

### 7月
- 7月5日：地球过远日点
- 7月6日：新月
- 7月8日：月球过远地点
- 7月8日：金星合月
- 7月9日：水星东大距
- 7月11日，冥卫一掩UCAC2 26257135
- 7月13日：月掩木星
- 7月14日：上弦月
- 7月17日：火星过近日点
- 7月21日：满月
- 7月21日：月球过近地点
- 7月23日：土星合日
- 7月27日：火星合月
- 7月28日：下弦月

### 8月
- 8月4日：月球过远地点
- 8月5日：新月
- 8月6日：水星下合日
- 8月8日：金星合月
- 8月8日：海王星冲日
- 8月10日：木星合月
- 8月13日：上弦月
- 8月16日：火星冬至
- 8月19日：月球过近地点
- 8月19日：满月
- 8月23日：水星西大距
- 8月26日：下弦月

### 9月
- 9月1日：月球过远地点
- 9月1日：天王星冲日
- 9月3日：新月
- 9月7日：木星合月
- 9月7日：月掩金星
- 9月11日：上弦月
- 9月16日：月球过近地点
- 9月18日：满月
- 9月18日：水星上合日
- 9月22日：地球秋分
- 9月25日：下弦月
- 9月28日：月球过远地点

### 10月
- 10月3日：新月
- 10月3日：日环食
- 10月4日：金星过远日点
- 10月7日：金星合月
- 10月10日：上弦月
- 10月14日：月球过近地点
- 10月17日：月偏食
- 10月17日：满月
- 10月22日：木星合日
- 10月25日：下弦月
- 10月25日：土星合月
- 10月26日：月球过远地点

### 11月
- 11月2日：新月
- 11月3日：水星东大距
- 11月3日：金星东大距
- 11月3日：水星合月
- 11月5日：金星合月
- 11月7日：火星冲日
- 11月9日：上弦月
- 11月10日：月球过近地点
- 11月15日：火星合月
- 11月16日：满月
- 11月22日：土星合月
- 11月23日：月球过远地点
- 11月23日：下弦月
- 11月24日：水星下合日
- 11月29日：木星合月

### 12月
- 12月1日：新月
- 12月4日：金星合月
- 12月5日：月球过近地点
- 12月8日：上弦月
- 12月12日：火星合月
- 12月12日：水星西大距
- 12月15日：满月
- 12月19日：土星合月
- 12月21日：月球过远地点
- 12月21日：地球冬至
- 12月23日：下弦月
- 12月27日：木星合月
- 12月31日：新月

## 节气(UTC+08:00)
- 小寒：1月5日14时02分56秒
- 大寒：1月20日07时21分31秒
- 立春：2月4日01时43分01秒
- 雨水：2月18日21时31分55秒
- 惊蛰：3月5日19时45分10秒
- 春分：3月20日20时33分24秒
- 清明：4月5日00时34分16秒
- 谷雨：4月20日07时37分14秒
- 立夏：5月5日17时52分50秒
- 小满：5月21日06时47分24秒
- 芒种：6月5日22时01分52秒
- 夏至：6月21日14时46分08秒
- 小暑：7月7日08时16分34秒
- 大暑：7月23日01时40分41秒
- 立秋：8月7日18时03分21秒
- 处暑：8月23日08时45分24秒
- 白露：9月7日20时56分35秒
- 秋分：9月23日06时23分05秒
- 寒露：10月8日12时33分12秒
- 霜降：10月23日15时42分14秒
- 立冬：11月7日15时42分21秒
- 小雪：11月22日13时14分54秒
- 大雪：12月7日08时32分39秒
- 冬至：12月22日02时34分54秒

## 请参阅
- 2005年